# TVR S Series

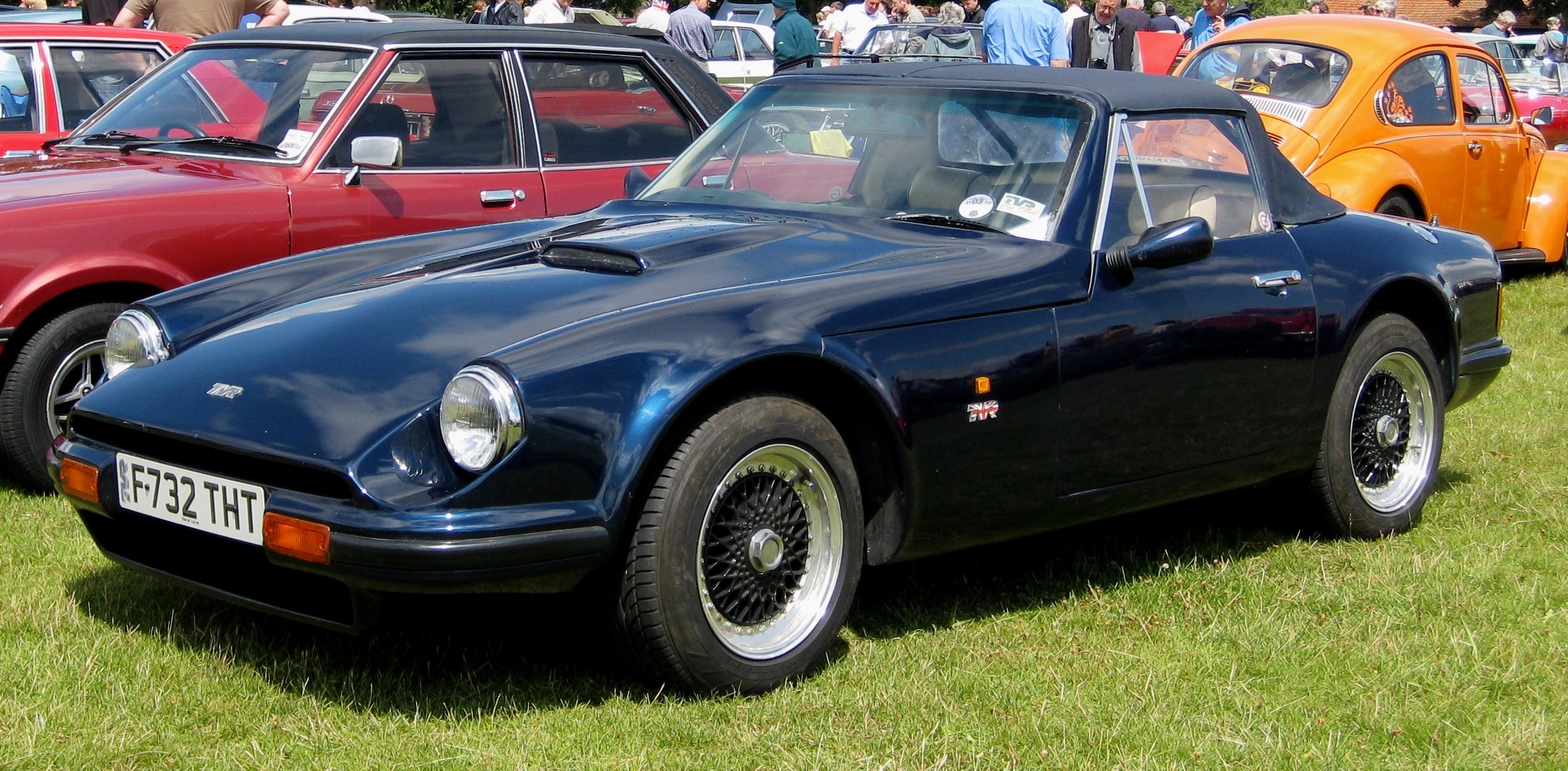

TVR S Series – rodzina sportowych samochodów osobowych produkowana przez brytyjską firmę TVR w latach 1986–1994. Samochody dostępne były jako 2-drzwiowe coupé oraz 2-drzwiowe roadstery. Do napędu użyto silnika V6 produkcji Forda o pojemności 2,8 litra. Moc przenoszona była na oś tylną poprzez 5-biegową manualną skrzynię biegów.

## Dane techniczne (S)

### Silnik
- V6 2,8 l (2792 cm³), 2 zawory na cylinder, OHV
- Układ zasilania: wtrysk Bosch K-Jetronic
- Średnica cylindra × skok tłoka: 93,00 mm × 68,50 mm
- Stopień sprężania: 9,2:1
- Moc maksymalna: 162 KM (119 kW) przy 6000 obr./min
- Maksymalny moment obrotowy: 220 Nm przy 4300 obr./min

### Osiągi
- Przyspieszenie 0-80 km/h: 5,6 s
- Przyspieszenie 0-100 km/h: 7,6 s
- Przyspieszenie 0-160 km/h: 22,8 s
- Czas przejazdu pierwszych 400 m: 15,9 s
- Prędkość maksymalna: 209 km/h

## Dane techniczne (S2)

### Silnik
- V6 2,9 l (2933 cm³), 2 zawory na cylinder, OHV
- Układ zasilania: wtrysk Bosch K-Jetronic
- Średnica cylindra × skok tłoka: 93,00 mm × 72,00 mm
- Stopień sprężania: 9,2:1
- Moc maksymalna: 170 KM (125 kW) przy 6000 obr./min
- Maksymalny moment obrotowy: 233 Nm przy 3000 obr./min

### Osiągi
- Przyspieszenie 0-100 km/h: 7,1 s
- Prędkość maksymalna: 209 km/h